# Tadeusz Grzelak
Tadeusz Grzelak (ur. 24 grudnia 1929 w Pińsku, zm. 14 października 1996 w Koninie) – polski bokser, wicemistrz Europy, olimpijczyk.

## Kariera
Syn Stanisława. Walczył w kategoriach od średniej do ciężkiej, ale największe sukcesy odniósł w wadze półciężkiej. Był reprezentantem Polski na Igrzyskach Olimpijskich w Helsinkach (1952), gdzie dotarł do ćwierćfinału, przegrywając z Norvelem Lee, mistrzem olimpijskim (1952) nagrodzonym Pucharem Vala Barkera.
Trzy razy brał udział w mistrzostwach Europy. W Warszawie 1953 zdobył wicemistrzostwo Europy. W dwóch pozostałych startach (Mediolan 1951 i Berlin Zach. 1955) odpadał w ćwierćfinale.
Osiem razy zdobywał tytuł mistrza Polski: w wadze półciężkiej w 1951, 1952, 1953, 1954, 1955, 1956 i 1957 oraz w wadze ciężkiej w 1959. W 1949 był brązowym medalistą w wadze średniej, a w 1950 srebrnym w półciężkiej.
26 razy wystąpił w reprezentacji Polski odnosząc 18 zwycięstw, 1 remis i 7 porażek.
Stoczył 385 walk, 324 wygrywając, 12 remisując i 49 przegrywając.
Naukę boksu rozpoczął w 1946 w klubie Bielarnia Kalisz, następnie walczył w barwach CWKS Warszawa i Prosny Kalisz do zakończenia kariery w 1962.
W 1953 został odznaczony Srebrnym Krzyżem Zasługi za zasługi i osiągnięcia w dziedzinie kultury fizycznej i sportu.
W Kaliszu od 1996 odbywa się Międzynarodowy Turniej Bokserski im. Tadeusza Grzelaka.